# Martin Eanes Mariño
Martin Eanes Mariño (también Martin Anes Mariño) fue un trovador del siglo XIII, activo en la corte de Sancho IV. Pertenece a la poderosa familia de los Mariño y es considerado hermano de los también trovadores Osoiro Eanes y Pero Eanes.

## Obra
Tan sólo se conserva una cantiga de escarnio y maldecir en la que satiriza la vestimenta del hidalgo Don Fulano. Fue uno de los trovadores que empleó este tópico literario de Don Fulano, junto con Pero Viviaez, Gil Pérez Conde, Afonso Mendez de Besteiros, Joan Garcia de Guilhade o Alfonso X de Castilla. En la cantiga imita la estructura y rima de la composición Quant hom honratz torna en gran pauberia del trovador aragonés Peire Vidal.